# Diateză (gramatică)
Diateza este o categorie gramaticală flexionară caracteristică verbului, care exprimă raportul sintactic dintre subiectul gramatical, procesul exprimat de verb, agentul procesului (care poate fi diferit de subiectul gramatical) și obiectul acestuia.

## În gramatici ale limbii române
În gramaticile tradiționale ale limbii române, unii autori iau în seamă diateza activă, diateza pasivă și diateza reflexivă, iar alții acceptă caracterul reflexiv al unor verbe, dar contestă existența diatezei reflexive.

### Diateza activă
Această diateză arată că procesul este realizat sau enunțat de subiectul gramatical, atunci când există un asemenea subiect, și este suferit de obiect, dacă acesta există, diferit de subiectul gramatical. Se distinge formal de celelalte diateze prin lipsa vreunui morfem specific. Verbele active pot fi:
- personale:

- tranzitive: Am cumpărat o carte;
- intranzitive: Plec acasă;

- impersonale: Ninge.

### Diateza pasivă
Această diateză arată că subiectul gramatical suferă procesul realizat de un autor neprecizat sau de un complement de agent, altul decât subiectul gramatical. Această diateză are ca morfem verbul auxiliar a fi, verbul de conjugat fiind la participiu, acordat cu subiectul. Exemple:
- cu autor neprecizat, adică fără complement de agent: Aici au fost construite două blocuri;
- cu autor precizat: Cartea a fost cumpărată de mine.

Pot fi puse la diateza pasivă verbele active tranzitive, complementul direct de la diateza activă devenind subiect, iar subiectul – complement de agent. De exemplu Cartea a fost cumpărată de mine rezultă din transformarea propoziției Eu am cumpărat cartea. Excepții sunt unele verbe ca a binevoi, a comporta, a durea etc.

### Diateza reflexivă
În mod tradițional, diateza reflexivă este considerată a fi acea formă a verbului care se distinge morfologic prin faptul că este asociată cu formele neaccentuate de dativ și de acuzativ ale pronumelui reflexiv, cu sau fără funcție sintactică. Din punctul de vedere al conținutului, se caracterizează prin opt sensuri sau valori, ceea ce face să fie contestată existența diatezei reflexive, verbele cu această formă fiind incluse în celelalte diateze.
Categoriile de verbe reflexive după faptul că pronumele reflexiv are sau nu funcție sintactică, și după sensul exprimat, sunt:
- cu pronumele reflexiv având funcție sintactică (complement indirect, complement direct sau atribut):

- obiective, la care subiectul se identifică cu obiectul: El își reproșează, El se spală;
- reciproce, care presupun reciprocitatea în acțiune între subiect și obiect: Ei își spun vorbe bune, Ei se înțeleg de minune;
- participative, care presupun participarea interesată a subiectului la acțiune: El își cumpără o mașină de ras, Ea își procură cele necesare traiului;
- posesive, care exprimă ideea de subiect posesor al obiectului: Ei își ajută mama, Ea își spală cămășile;

- cu pronumele reflexiv fără funcție sintactică, neanalizabil, de considerat împreună cu verbul:

- pasive, arătând că subiectul gramatical suferă acțiunea făcută de un autor neprecizat: Turnurile se zăresc (= sunt zărite) de departe, Coșurile se văd de departe, Tunurile se aud de aici;
- dinamice, echivalente cu verbe active intranzitive: El își amintește de voi, El se gândește la tine;
- eventive, care exprimă ideea de transformare calitativă în starea subiectului: El se înroșește de ciudă;
- impersonale, care exprimă o acțiune neatribuită unui subiect gramatical: Se înnoptează mai devreme.

Avram 1997, care nu acceptă existența diatezei reflexive, include verbele reflexive obiective, reciproce, eventive, dinamice și impersonale printre cele de diateza activă, iar pe cele cu sens pasiv printre cele de diateza pasivă, dar nu ia în seamă verbele participative și pe cele posesive. Totodată, consideră că la unele verbe eventive, pronumele reflexiv este analizabil (exemplu: El se îmbogățise).

## În gramatici ale altor limbi

### Limba greacă veche
Gramaticile limbii grecești vechi descriu trei diateze, activă, pasivă și medie, cu morfeme relativ specifice, deși diateza medie și cea pasivă se disting numai la timpurile viitor și aorist. Diatezele activă și pasivă sunt analoge celor din română. Diateza medie cuprinde verbe care corespund unor verbe din alte limbi ca cele din exemplele următoare, în limba franceză:
- verbe cu pronume reflexiv al căror subiect este totodată agentul și obiectul procesului: Pierre se lave „Pierre se spală”;
- verbe cu pronume reflexiv și două obiecte, al căror subiect este agent și efectuează procesul asupra unui obiect altul decât el însuși, dar în beneficiul său: Pierre se cire les chaussures „Pierre își lustruiește pantofii”;
- verbe intranzitive fără morfem specific, al căror subiect nu este în mod necesar agent: Le rocher bouge „Stânca se mișcă”.

### Limba franceză
În gramaticile practice ale limbii franceze se menționează două diateze. Cea activă este analogă cu cea din gramaticile limbii române. Diateza pasivă se formează, pe de o parte în mod analog cu cea din română (Le « Barbier de Séville » a été composé par Rossini „«Bărbierul din Sevilla» a fost compusă de Rossini”), pe de altă parte prin două perifraze verbale: se faire + verbul cu sens lexical plin la infinitiv (L’orateur s’est fait huer par la foule „Oratorul a fost huiduit de mulțime”) și se voir + infinitiv: Ils se sont vu retirer le permis pour six mois „Le-a fost suspendat / Li s-a suspendat permisul pentru șase luni”.
Verbele cu pronume reflexiv sunt considerate aparte, constituind două categorii principale. Într-una din ele intră verbe numite în mod esențial reflexive sau pronominale, folosite numai cu pronume reflexiv fără funcție sintactică. Exemple: s’absenter „a absenta”, s’écrier „a striga”. Cealaltă cuprinde verbe numite în mod ocazional reflexive sau pronominale, care pot avea mai multe sensuri (valori). Cele principale sunt:
- sens reflexiv: Elle s’est coiffée „(Ea) s-a pieptănat”, Elle se fait une tasse de thé „(Ea) își face o ceașcă de ceai”;
- sens reciproc: Brigitte et Guy s’envoient des courriels tous les jours „Brigitte și Guy își trimit e-mailuri în fiecare zi”;
- sens pasiv: Ce plat se prépare en cinq minutes „Mâncarea asta se gătește în cinci minute”;

Alte sensuri:
- sens intranzitiv (Procesul nu este efectuat de subiect asupra lui însuși, ci are loc în sfera sa): s’endormir „a adormi” (intranzitiv);
- sens intranzitiv pasiv (Subiectul nume de ființă suferă un proces exterior lui): Il s’est blessé à la jambe en tondant le gazon „(El) s-a rănit la picior tunzând gazonul”.

### Limbile sârbă și croată
În gramatici ale limbilor sârbă și croată se iau în seamă diatezele activă și pasivă, cele cu pronume reflexiv fiind considerate o categorie aparte, fără a constitui o diateză. Printre acestea se disting:
- verbe reflexive adevărate: Previše se hvališ „Prea te lauzi”;
- verbe reflexive reciproce: Opet ste se potukli! „Iarăși v-ați bătut!”;
- verbe fals reflexive:

- care exprimă o acțiune: igrati se „a se juca”;
- verbe medii:

- care exprimă procese din natură: mračiti se „a se întuneca”, naoblačiti se „a se înnora”;
- care exprimă procese pe care nu le realizează subiectul, ci au loc în acesta: roditi se „a se naște”, plašiti se „a se teme”.

### Limba maghiară
În lucrările mai vechi privitoare la limba maghiară sunt luate în seamă mai multe feluri de verbe, fără a se distinge terminologic printre acestea diatezele. Acestora le corespund patru feluri de verbe:
- Verbele active nu au morfem specific. Exemple: jár „a umbla”, ad „a da”.
- Verbele pasive au sufixele specifice -atik/-etik și -tatik/-tetik[21]: adatik „a fi dat(ă)”, viseltetik „a fi purtat(ă)”. Aceste sufixe sunt arhaice, rar folosite, iar verbele cu ele sunt și mai rar utilizate cu agent exprimat.
- Verbele reflexive au și ele sufixe specifice: -kodik/-kedik/-ködik (mosakodik „a se spăla”, fésülködik „a se pieptăna”) și -kozik/-kezik/-közik: szárítkozik „a se usca (cu un prosop)”. Există și verbe reflexive cu pronume reflexiv: megadja magát „a se preda”. Unele verbe cu sufixele amintite sunt numite de Nagy 1980 fals reflexive, dat fiind că nu corespund definiției acestora, de exemplu erősködik „a insista” sau gondolkozik „a se gândi”.
- Verbele factitive exprimă faptul că subiectul pune altă persoană să efectueze acțiunea. Morfemul acestor verbe este specific acestora, fiind constituit de sufixele -at/-et (bontat „a pune să se desfacă”, küldet „a pune să se trimită”) și -tat/-tet: nyittat „a pune să se deschidă”, köhögtet „a face să tușească”.

În unele lucrări mai recente se folosește termenul „igenem” corespunzător exact cu cel de diateză și se încearcă rezolvarea ambiguităților cauzate de caracterul eterogen al verbelor considerate tradițional reflexive. Astfel, Jászó 2007 ia în seamă trei diateze, precizând că limitele dintre ele nu sunt nete, și în cadrul a două dintre ele stabilește mai multe feluri de verbe:
- Diateza activă cuprinde:

- verbe active propriu-zise, care pot fi:

- intranzitive fără sufix (úszik „a înota”) sau cu sufix, care poate fi și unul specific pentru verbele reflexive: foglalkozik „a se ocupa”;
- tranzitive fără sufix (ad „a da”) sau cu sufix: hízlal „a îngrășa”;

- verbe factitive, numai cu sufixe specifice, cele menționate mai sus;
- verbe reciproce, fără sufix (küzd „a se lupta”) sau cu sufixe specifice verbelor reflexive: tegeződik „a se tutui”;
- verbe reflexive, numai cu sufixele specifice menționate mai sus.

- Diateza medie:

- Verbele medii propriu-zise exprimă rezultatul unei influențe externe sau interne exercitată asupra subiectului. Acesta denumește o persoană sau un lucru cu care se întâmplă ceva, care suferă o schimbare de stare sau este într-o anumită stare. Este singura diateză căreia îi aparțin și verbe fără subiect, precum fagy „a fi ger”, dörög „a tuna”. Verbele medii propriu-zise pot fi fără sufix (van „a fi”, zuhan „a se prăbuși”, tűnik „a părea”) sau cu sufixe, dintre care unele specifice pentru verbele reflexive: fénylik „a străluci”, gyarapodik „a spori” (intranzitiv).
- Verbele medioactive exprimă activitatea obișnuită a unor ființe sau lucruri, fiind fără sufix: dobog „a bate” (activitatea inimii), ketyeg „a ticăi” (activitatea ceasornicului).
- Verbelor mediopasive li se poate subînțelege un agent implicit neexprimat. Aceste verbe sunt numai cu sufixe, și anume cu cele specifice verbelor reflexive: bolyhozódik „a se scămoșa” (posibil din cauza spălării), záródik „a se închide” (posibil din cauza vântului).

- Diateza pasivă este văzută la fel ca verbele pasive în tradiția gramaticală.